# Округ Андерсон (Кентаки)
Округ Андерсон (енгл. Anderson County) је округ у америчкој савезној држави Кентаки.

## Демографија
По попису из 2010. године број становника је 21.421, што је 2.31 (12,1%) становника више него 2000. године.
| Група             | 2000.          | 2010.          |
| Белци             | 18.351 (96,0%) | 20.314 (94,8%) |
| Афроамериканци    | 449 (2,3%)     | 433 (2,0%)     |
| Азијати           | 23 (0,1%)      | 105 (0,5%)     |
| Хиспаноамериканци | 153 (0,8%)     | 288 (1,3%)     |
| Укупно            | 19.111         | 21.421         |